# 比尔·罗斯科
安德鲁·威廉·"比尔"·罗斯科（Andrew William "Bill" Roscoe；1956年—），是一个苏格兰计算机科学家。他在2004年至2014年间担任牛津大学计算机科学系主任和计算机科学教授。他也是牛津大学大学学院的研究員。
罗斯科教授的研究领域是并发理论，特别是和東尼·霍爾一起研究用于构建通信顺序进程（CSP）的语义及其相关的occam programming language。他和别人共同创建了正規系統（歐洲）有限公司（Formal Systems (Europe) Limited）并且研究故障發散細化（FDR）工具的算法。